# Valiants Memorial

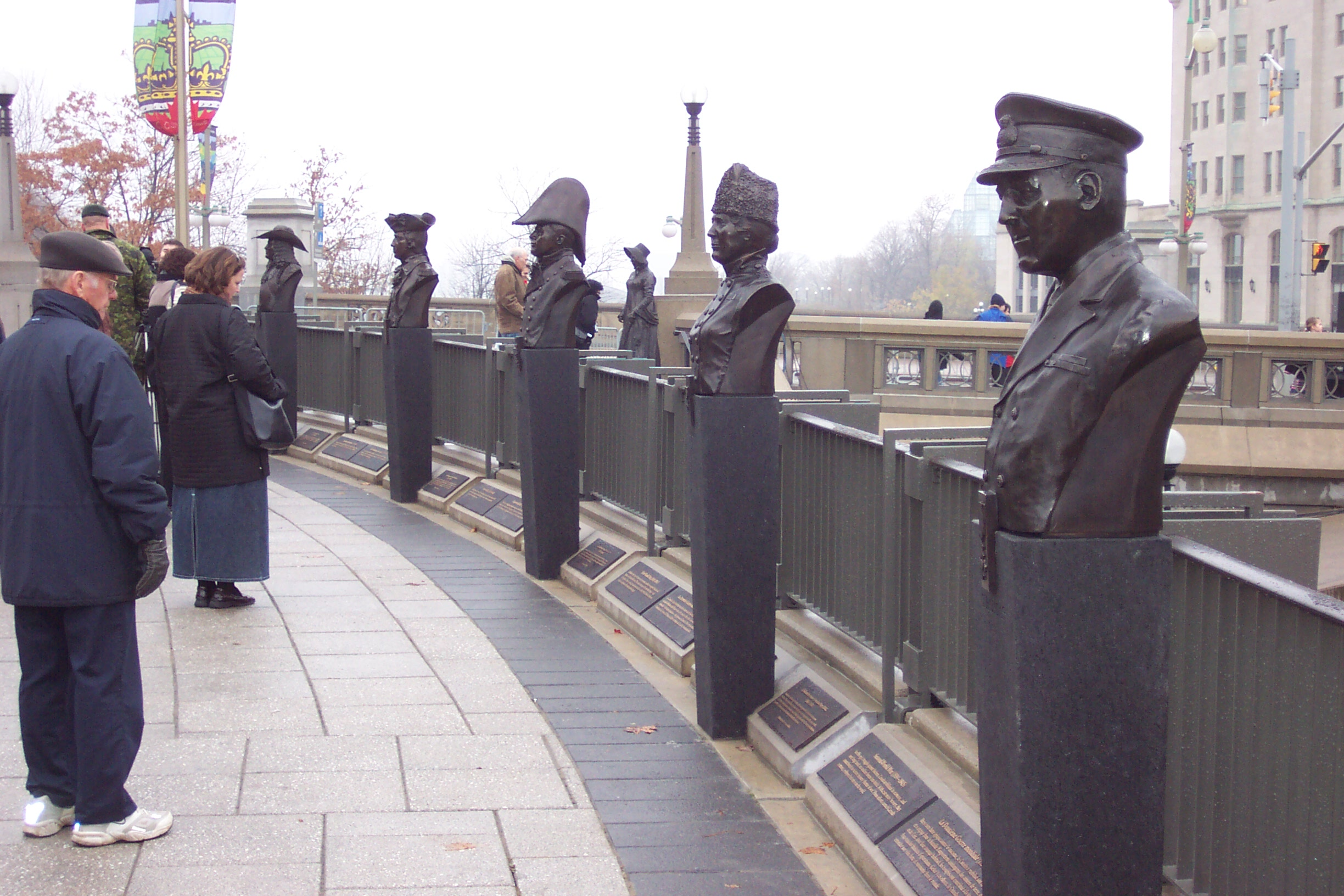
Cinque busti nella parte occidentale, che rappresentano i cinque periodi militari.

Il Valiants Memorial, o Monument aux Valeureux in francese, è un monumento militare situato ad Ottawa, capitale del Canada, per commemorare quattordici figure della storia militare del paese.
Consiste in nove busti e cinque statue, tutte a grandezza naturale, scolpite da Marlene Hilton Moore e John McEwen. Si trova attorno a Sappers Staircase, un passaggio sotterraneo nell'angolo nordorientale di Confederation Square; è adiacente al National War Memorial. Il muro del passaggio è decorato con una citazione dall'Eneide di Virgilio: Nulla dies umquam memori vos eximet aevo, ovvero "Nessun giorno potrà cancellarvi dalla memoria del tempo". Il monumento è stato inaugurato dal governatore generale Michaëlle Jean il 5 novembre 2006.

## Personaggi
- Dal regime francese:
  - Louis de Buade de Frontenac
  - Pierre Le Moyne d'Iberville (statua)
- Della rivoluzione americana
  - Thayendanegea (Joseph Brant) (statua)
  - John Butler
- Dalla Guerra del 1812:
  - Isaac Brock
  - Charles de Salaberry (statua)
  - Laura Secord (statua)
- Dalla prima guerra mondiale:
  - Georgina Pope
  - Arthur Currie (statua)
  - Joseph Kaeble
- Dalla seconda guerra mondiale:
  - Robert Hampton Gray
  - John Wallace Thomas
  - Paul Triquet
  - Andrew Mynarski

## Galleria d'immagini

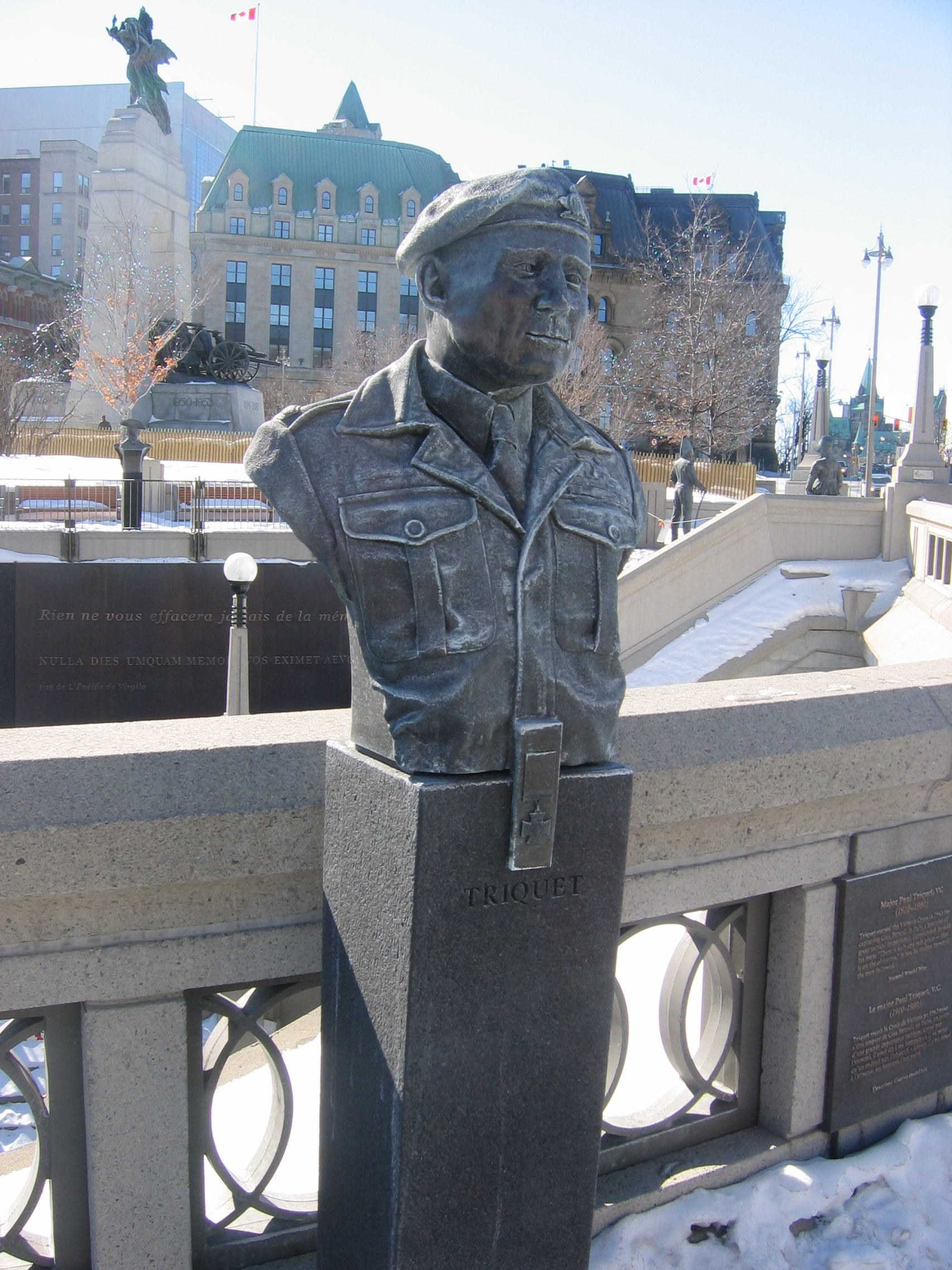
Paul Triquet
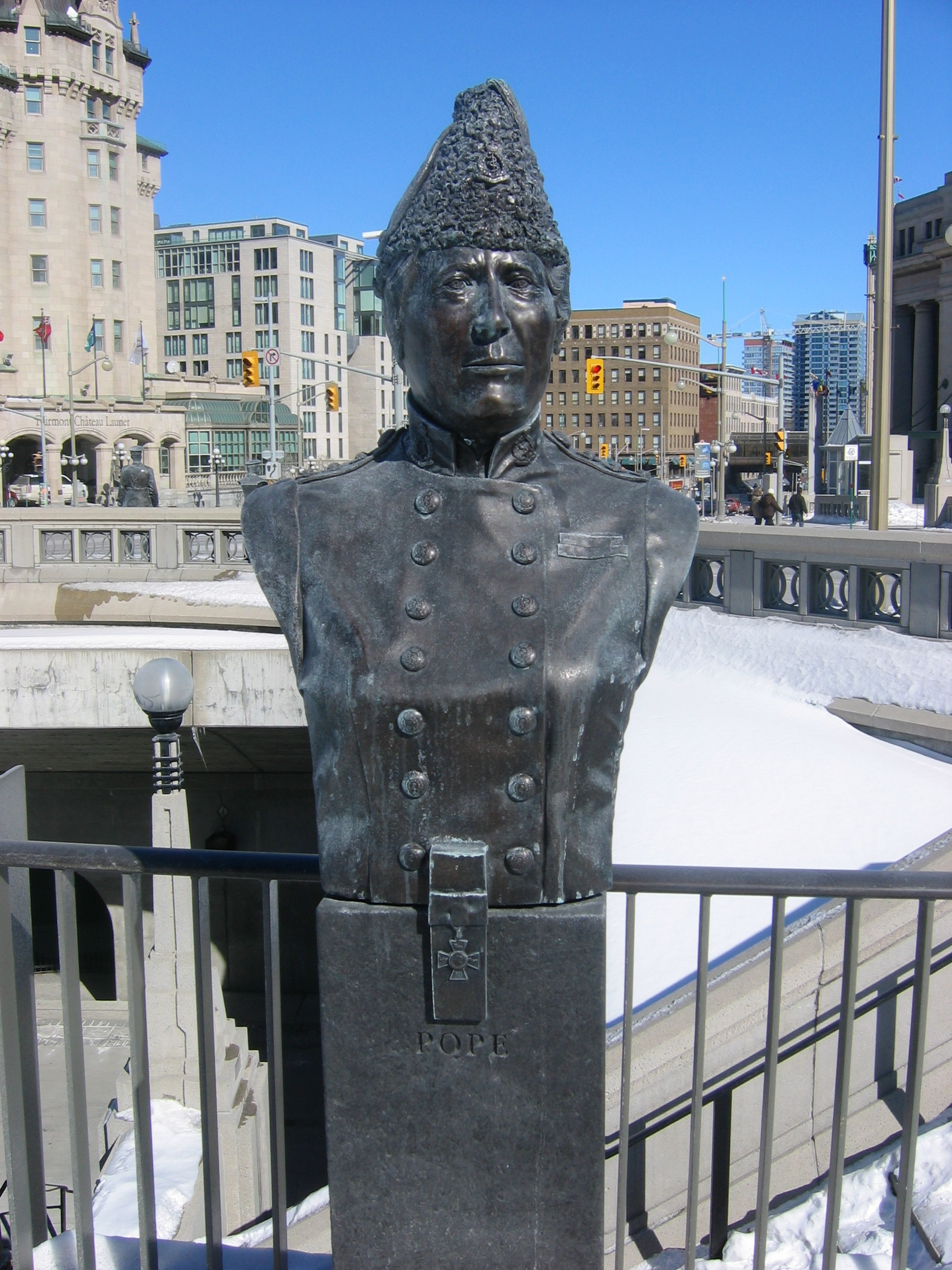
Georgina Pope
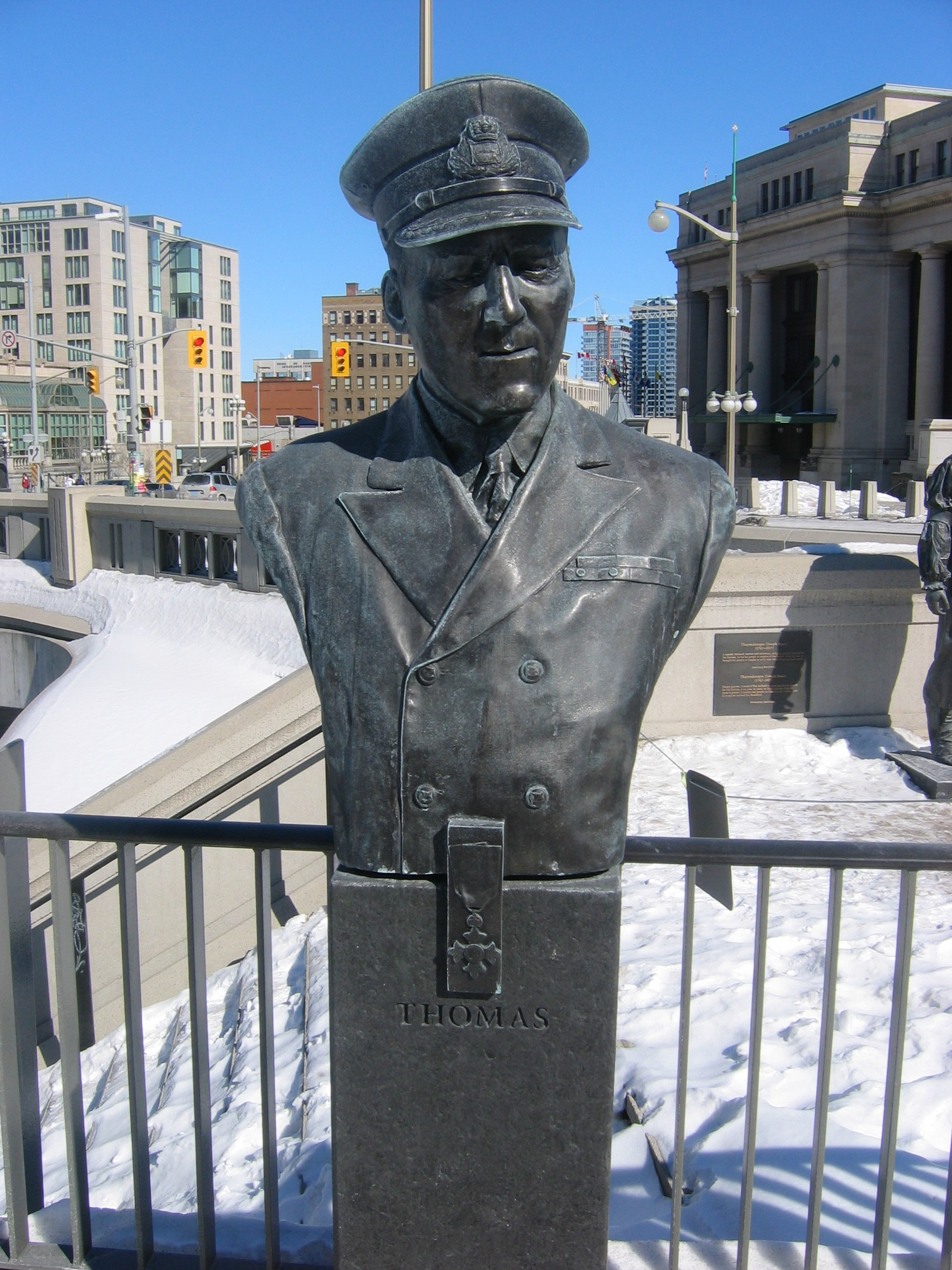
John Wallace Thomas
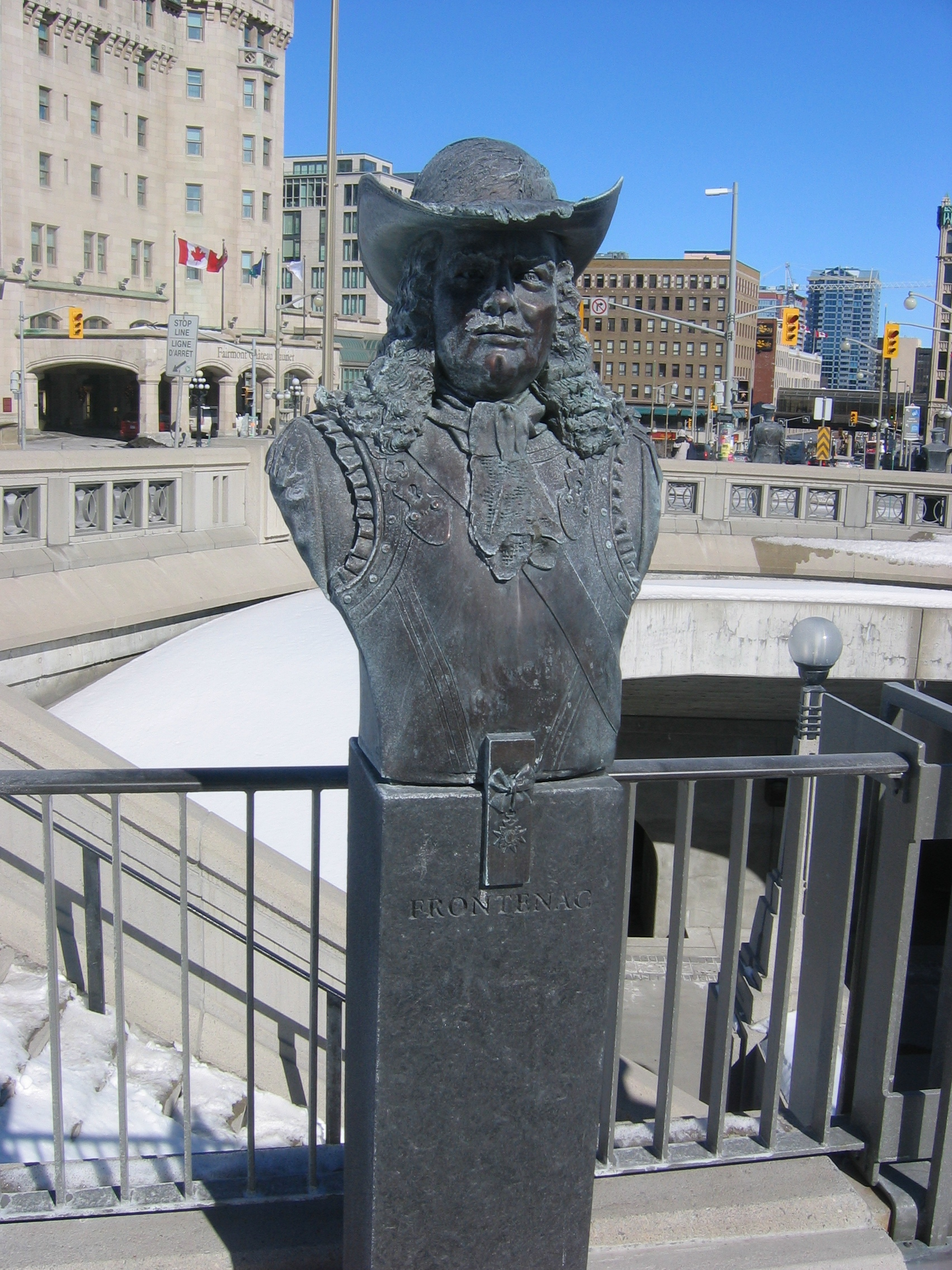
Louis de Buade de Frontenac
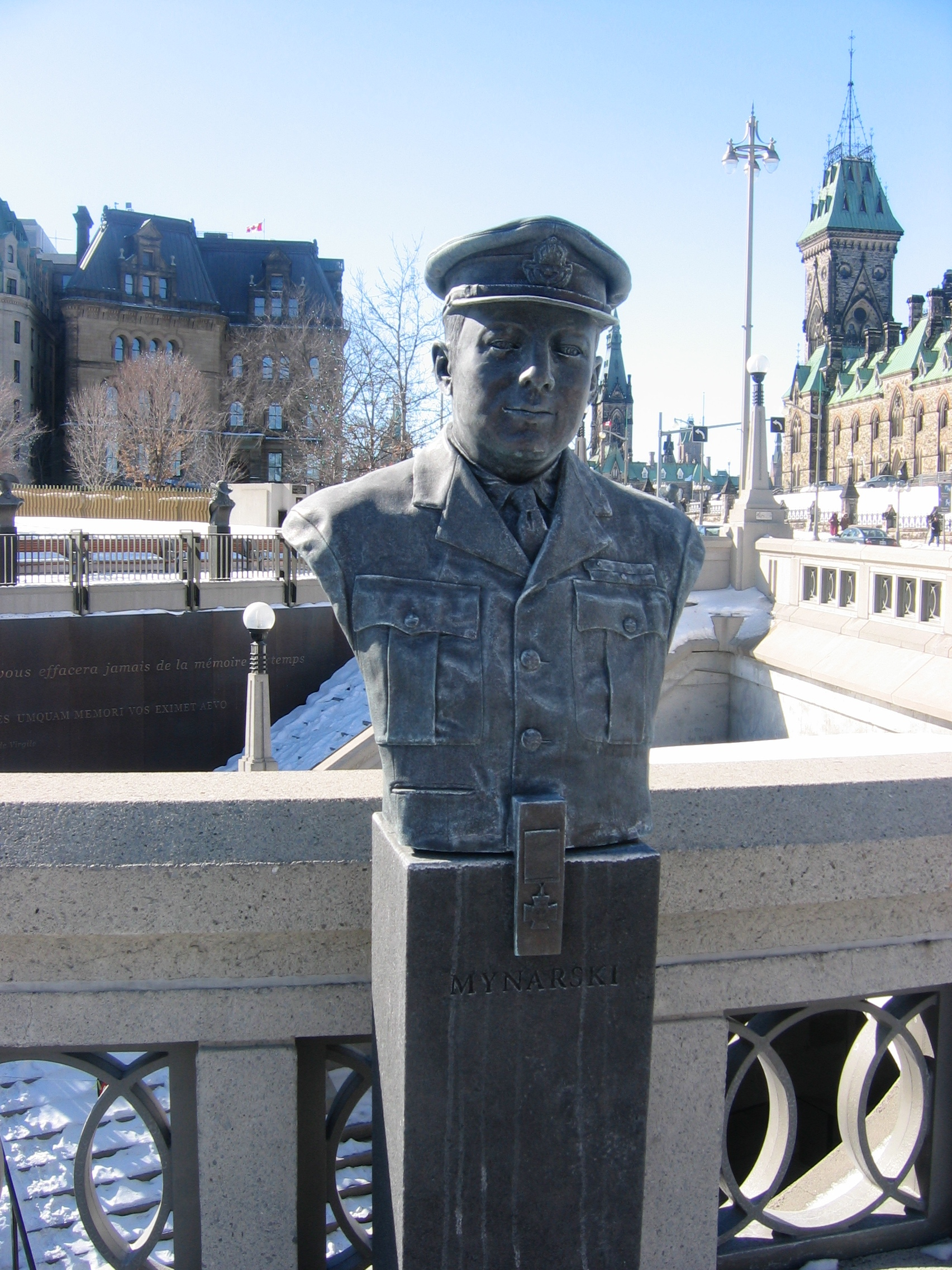
Andrew Mynarsky
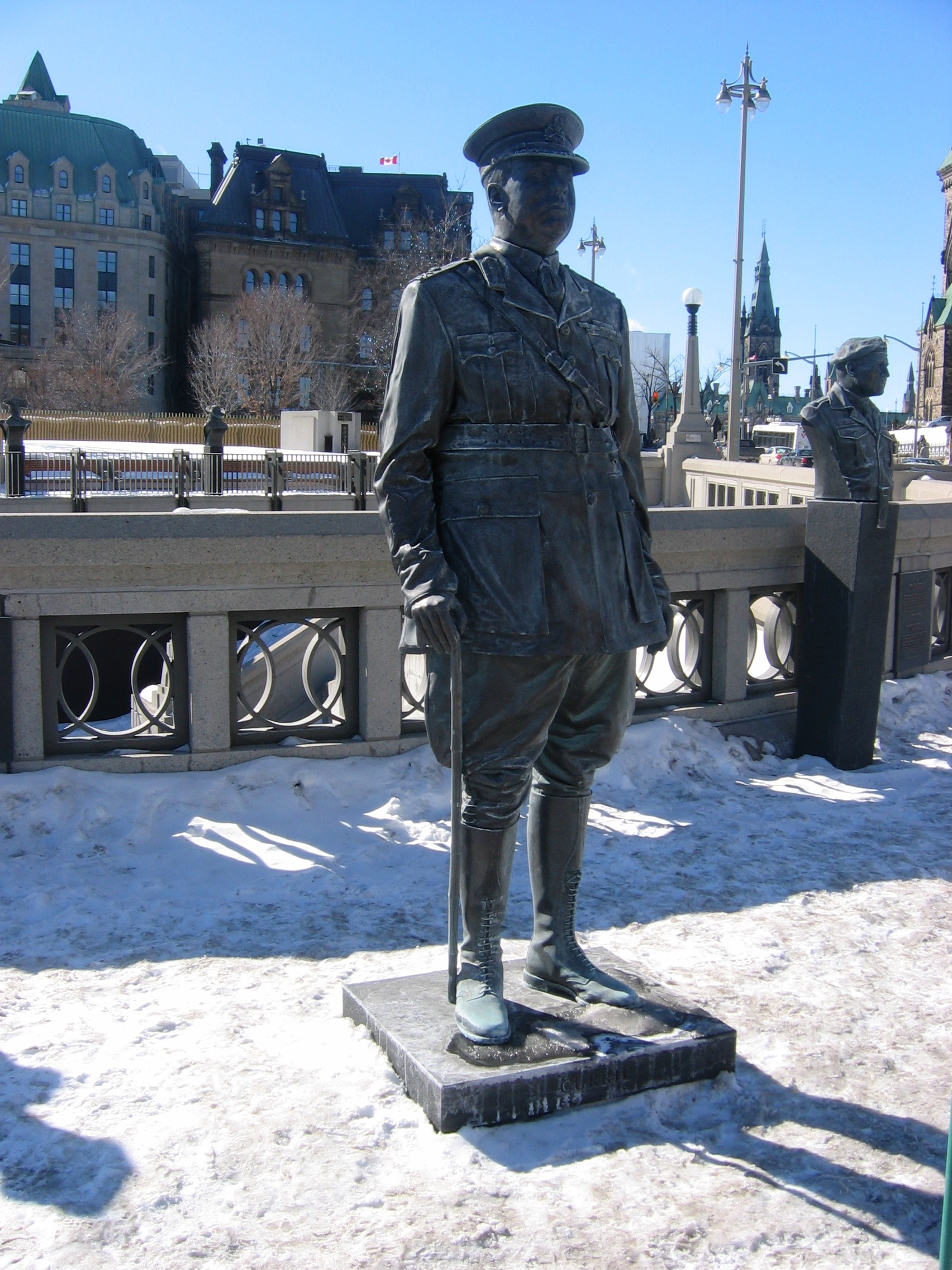
Arthur Currie
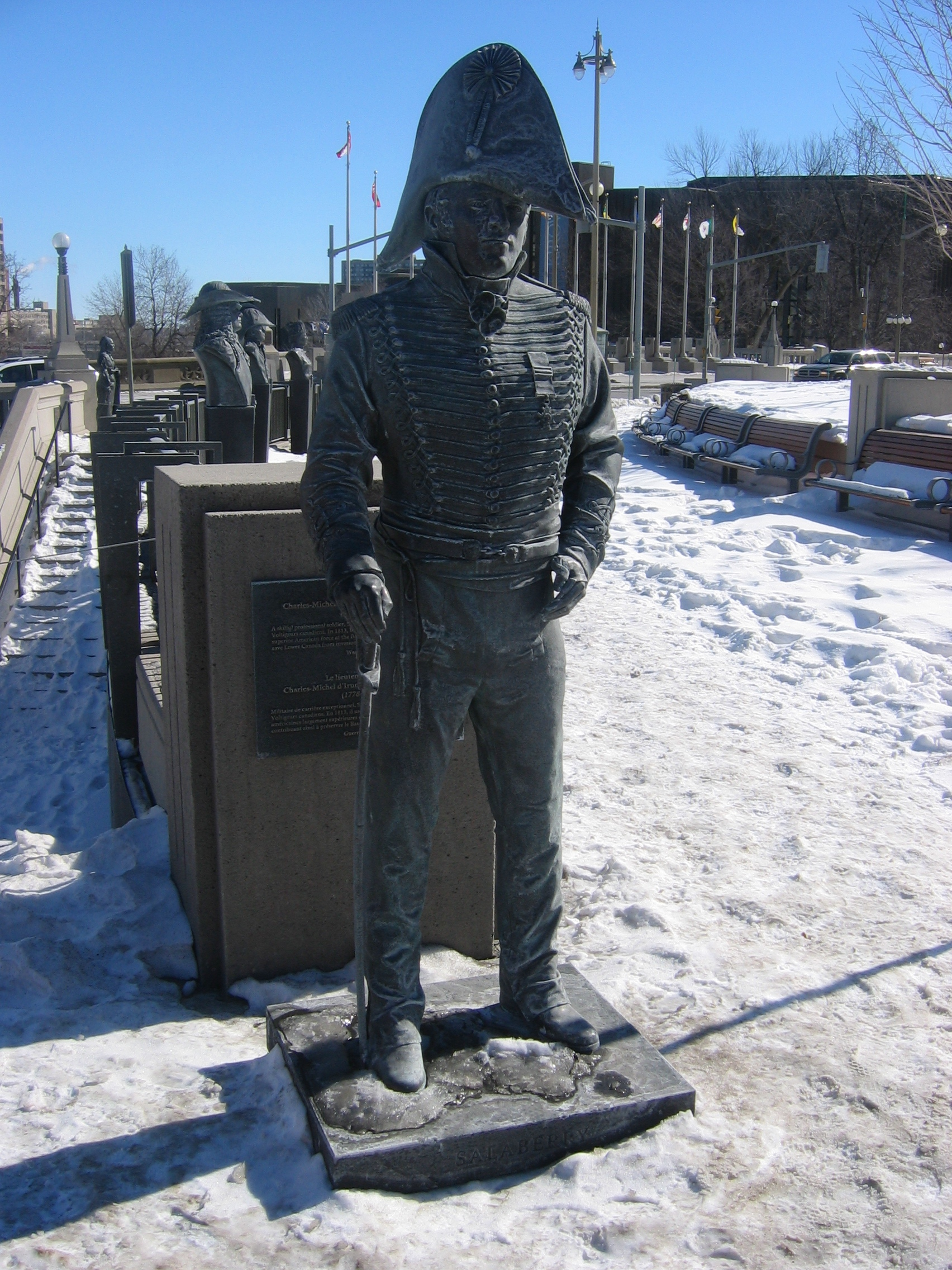
Charles-Michel d'Irumberry de Salaberry
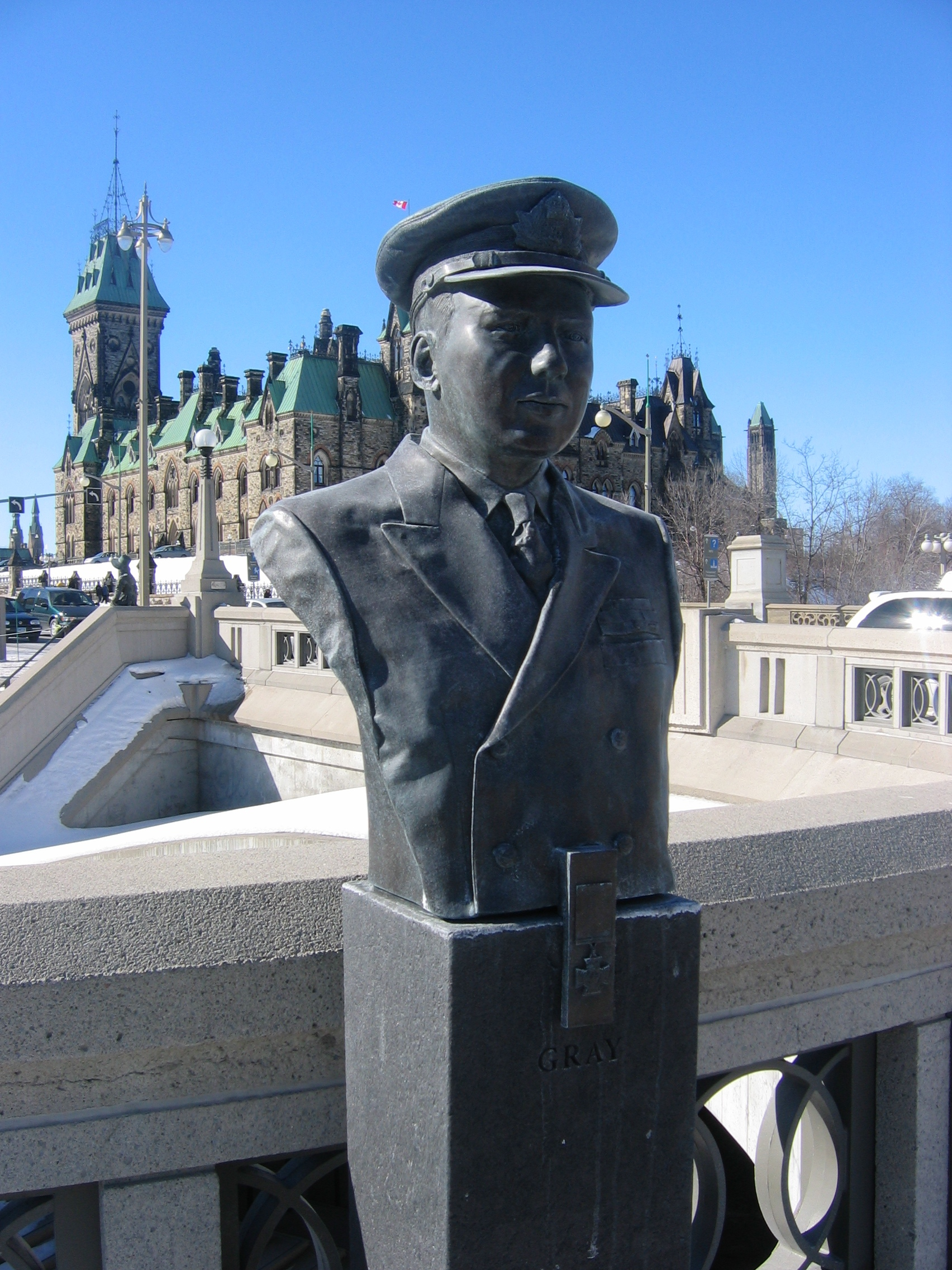
Hampton Gray
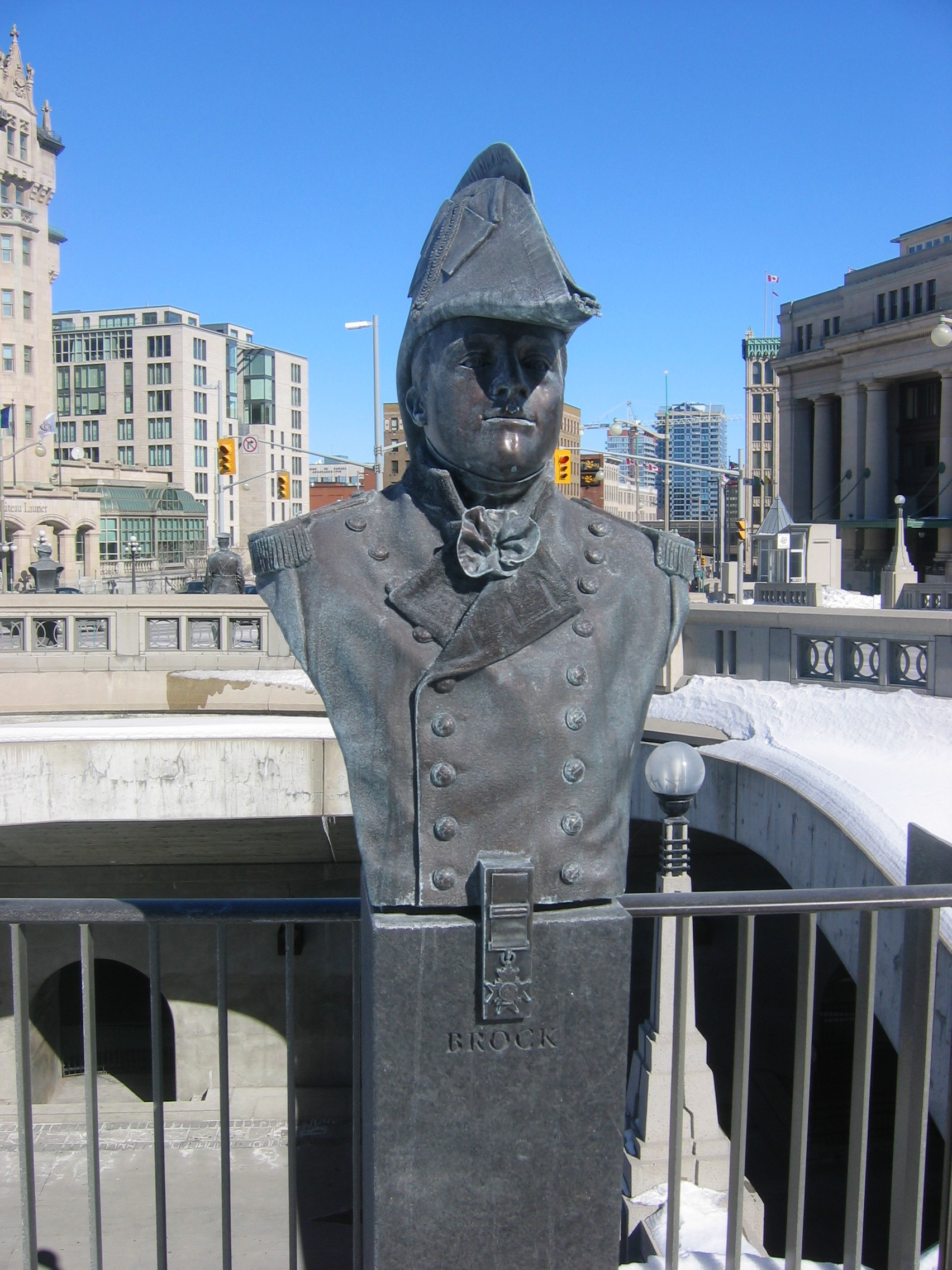
Isaac Brock
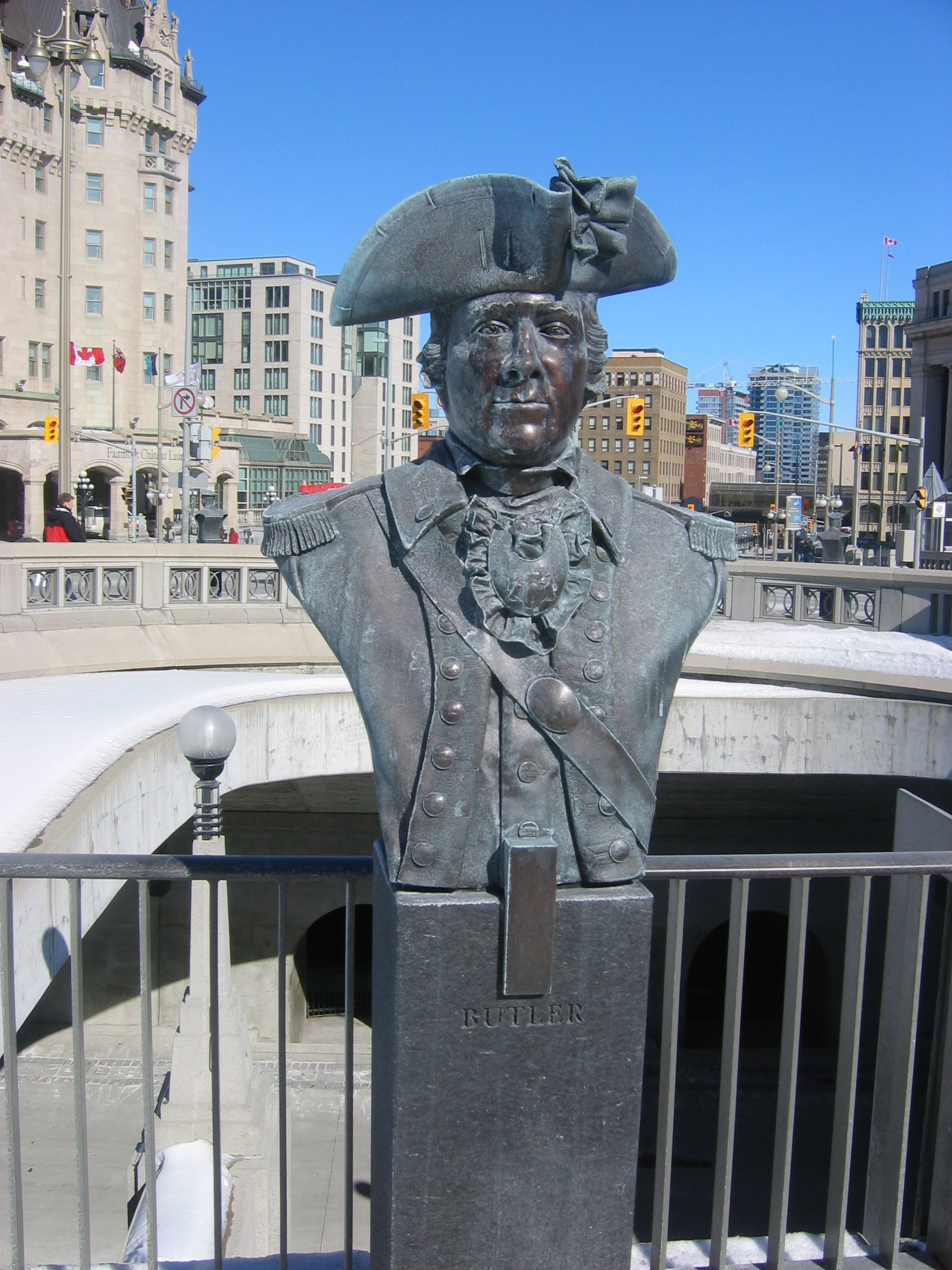
John Butler
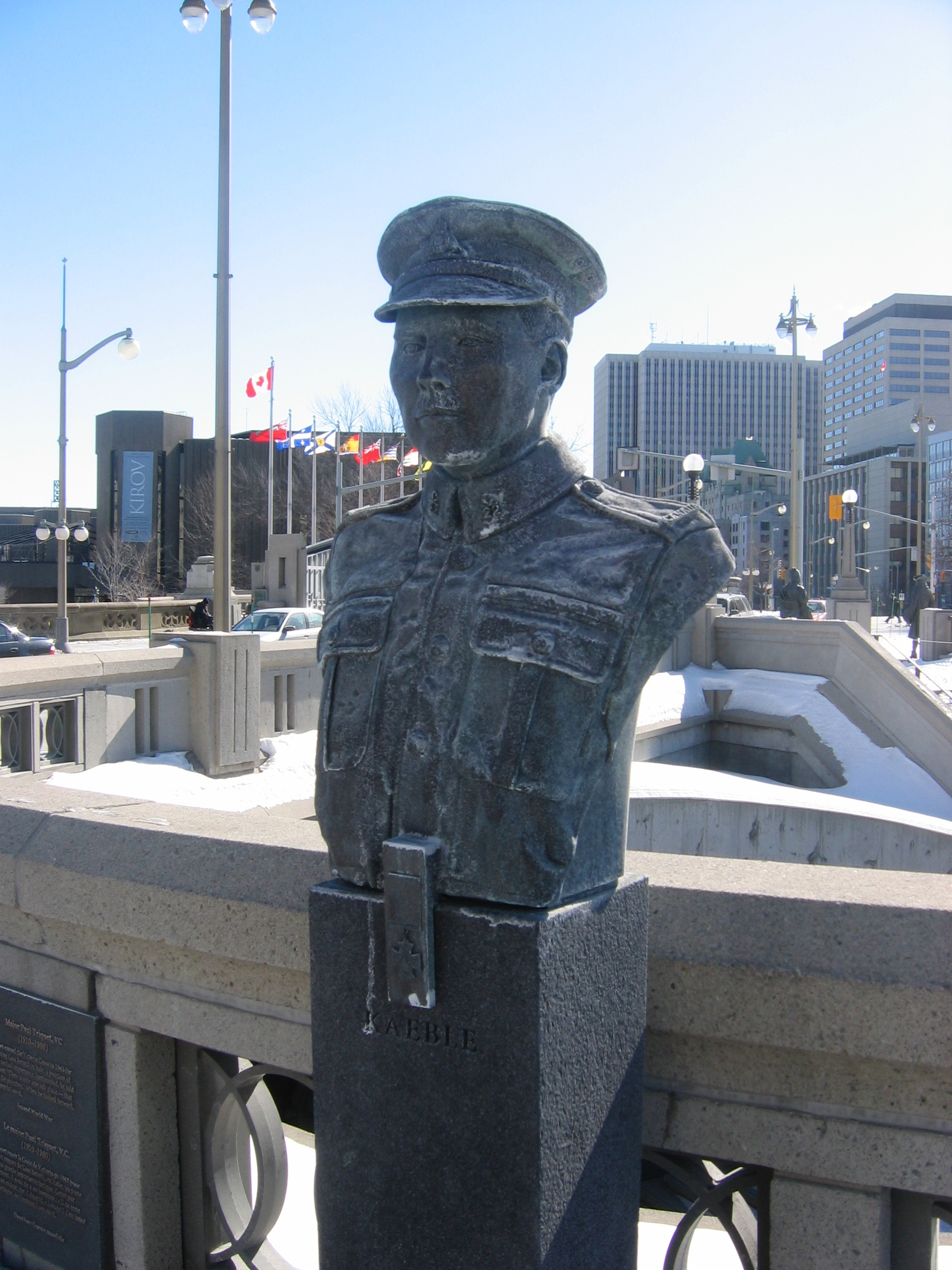
Joseph Kaeble
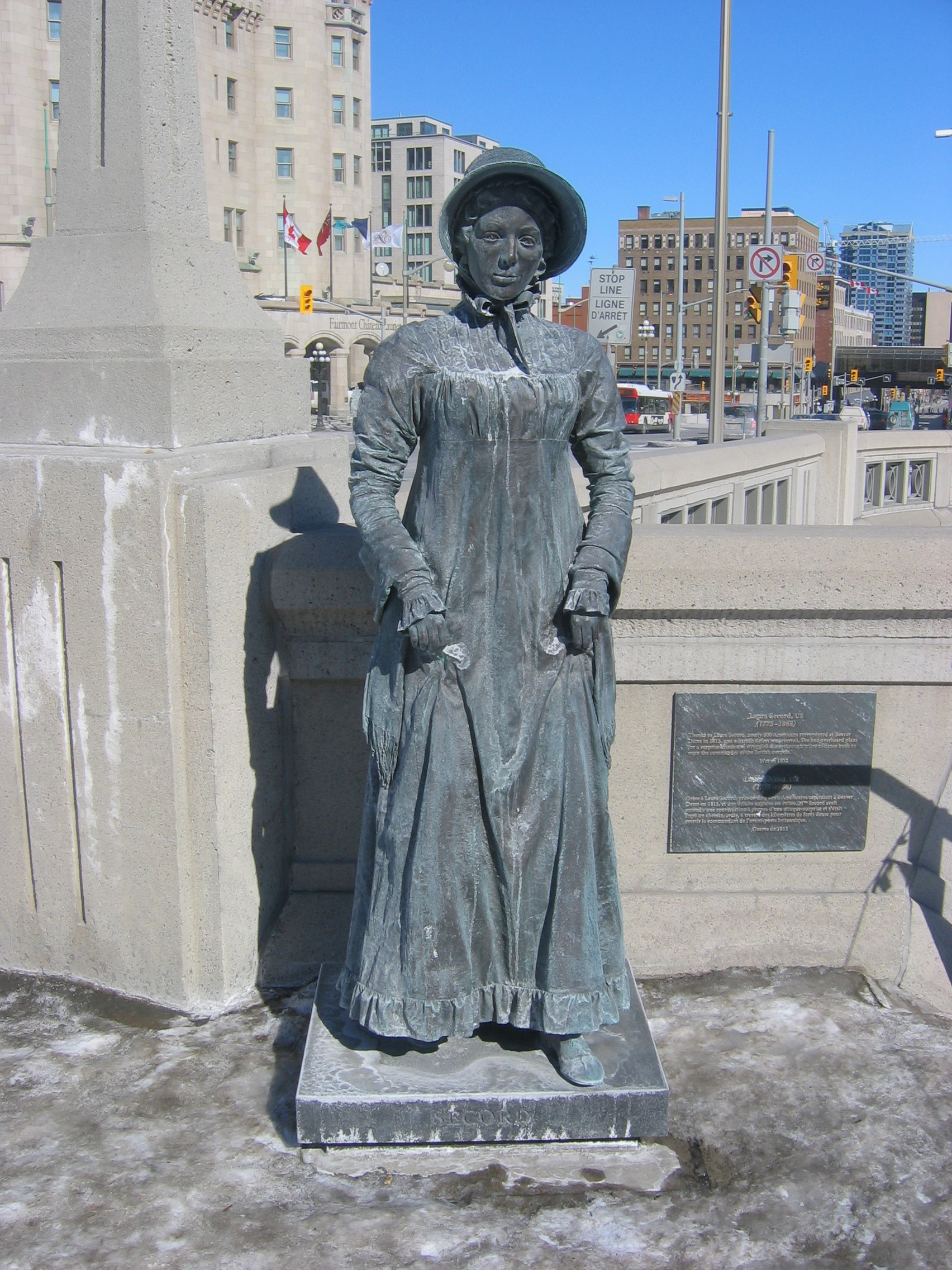
Laura Secord
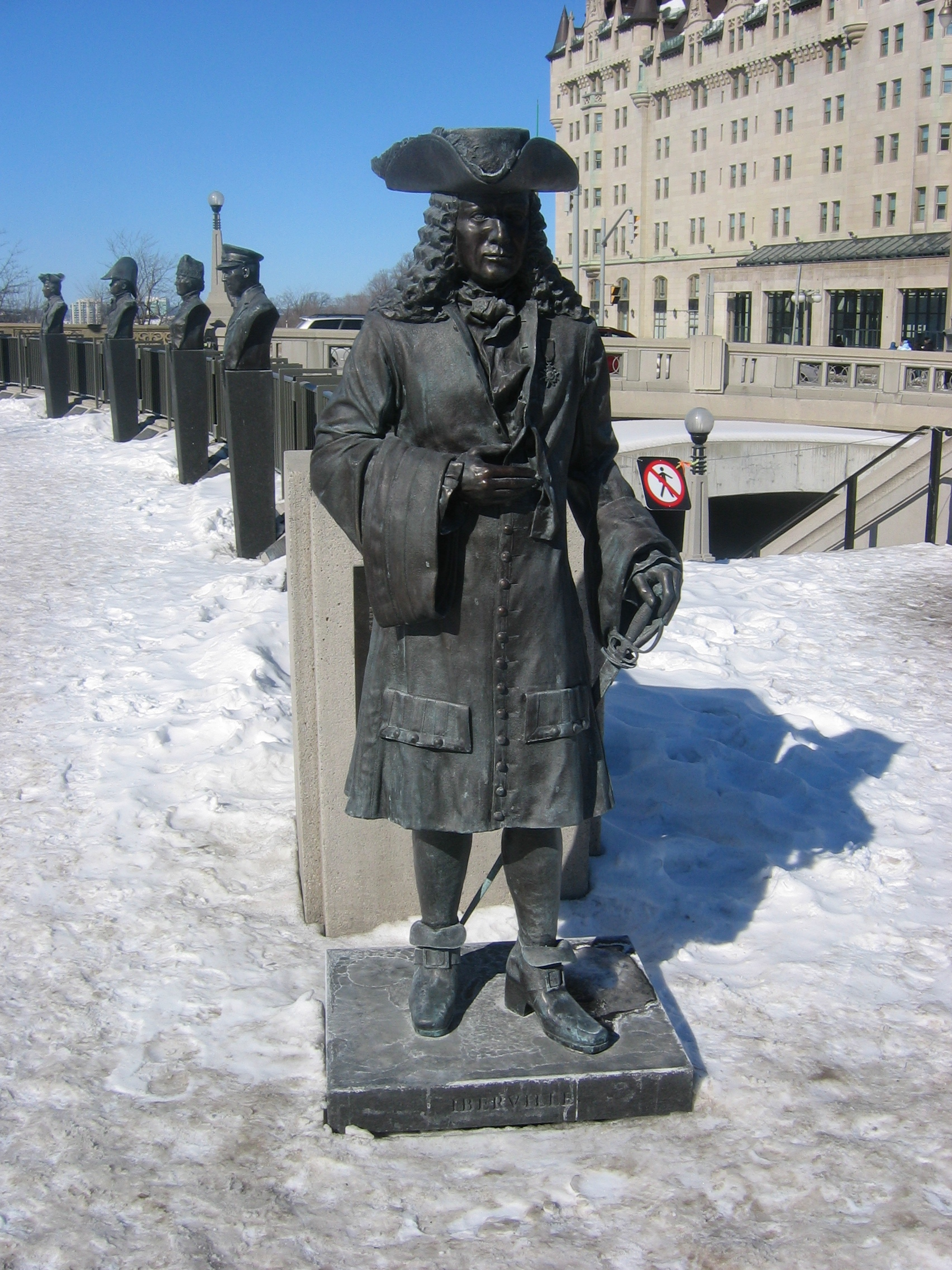
Pierre Le Moyne d'Iberville
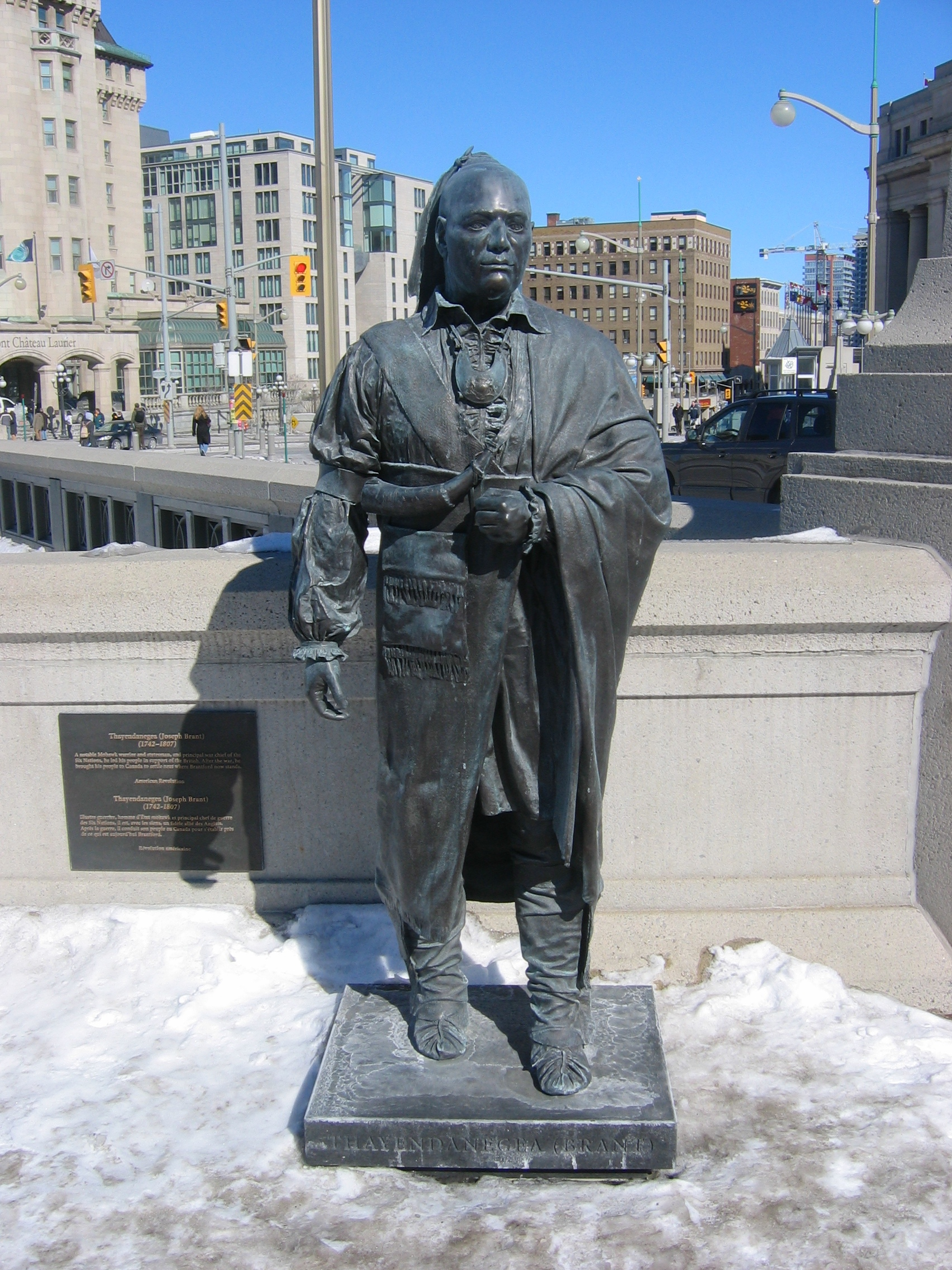
Joseph Brant